# 1927. december 19-i konzisztórium
Az 1927. december 19-i konzisztóriumot XI. Piusz pápa hívta össze. Összesen 5 új bíborost kreált.
| Nº                     | Ország                 | Név                                | Életkor                | Hivatal                                    |
| Pápaválasztó bíborosok | Pápaválasztó bíborosok | Pápaválasztó bíborosok             | Pápaválasztó bíborosok | Pápaválasztó bíborosok                     |
| ---------------------- | ---------------------- | ---------------------------------- | ---------------------- | ------------------------------------------ |
| 1                      | Franciaország          | Alexis-Henri-Marie Lépicier O.S.M. | 64                     | a Hitterjesztési Kongregáció tisztviselője |
| 2                      | Kanada                 | Felix-Raymond-Marie Rouleau O.P.   | 61                     | a Québeci főegyházmegye érseke             |
| 3                      | Spanyolország          | Pedro Segura y Sáenz               | 47                     | a Toledói főegyházmegye érseke             |
| 4                      | Franciaország          | Charles-Henri-Joseph Binet         | 58                     | a Besançoni főegyházmegye érseke           |
| 5                      | Magyarország           | Serédi Jusztinián György O.S.B.    | 43                     | az Esztergomi főegyházmegye érseke         |